# Красное (Фалёнский район)
Красное — село в Фалёнском районе Кировской области России.

## География
Село находится в восточной части Кировской области, в подзоне южной тайги, на левом берегу реки Суны, на расстоянии приблизительно 50 километров (по прямой) к юго-западу от посёлка городского типа Фалёнки, административного центра района. Абсолютная высота — 168 метров над уровнем моря.
Климат
Климат характеризуется как континентальный, с продолжительно холодной многоснежной зимой и умеренно тёплым летом. Среднегодовая температура составляет 1,3 °C. Средняя температура воздуха самого тёплого месяца (июля) — 17,8 °C; самого холодного (января) — −14,7 °C. Среднегодовое количество атмосферных осадков составляет 555 мм. Снежный покров образуется в первой декаде ноября и держится в течение 162 дней.

## История
Село известно с 1905 года, когда здесь было учтено было 4 двора и 13 жителей. В 1926 году население деревни составляло 16 человек (6 мужчин и 10 женщин). Насчитывалось 8 хозяйств (из которых 2 крестьянских). Первоначальное название Царское после революции сменилось на Красное, некоторое время именовалось также Красносельем (в 1939 году). В административном отношении Красное входило в состав Степинского сельсовета Бельской волости Нолинского уезда.

## Население
| 1905 | 1926 | 1950 | 1989 | 2002 | 2010 |
| ---- | ---- | ---- | ---- | ---- | ---- |
| 13   | ↗16  | ↘8   | ↗61  | ↘7   | ↘2   |

Половой состав
По данным Всероссийской переписи населения 2010 года в гендерной структуре населения мужчины составляли 100 %.
Национальный состав
Согласно результатам переписи 2002 года, в национальной структуре населения русские составляли 100 % из 7 чел.